# 沃维
沃维（法語：Vevy，法語發音：[vəvi]）是法国汝拉省的一个市鎮，屬於隆斯勒索涅区。

## 地理
沃维（46°39'54"N, 5°38'58"E）面积9.62 平方千米，位于法国勃艮第-弗朗什-孔泰大區汝拉省，该省份为法国东部内陆省份，北起上索恩省，西北接科多尔省，西临索恩-卢瓦尔省，南至安省，东与杜省和瑞士接壤。
与沃维接壤的市镇（或旧市镇、城区）包括：布里奥、欧特罗什、皮布利、韦尔日。

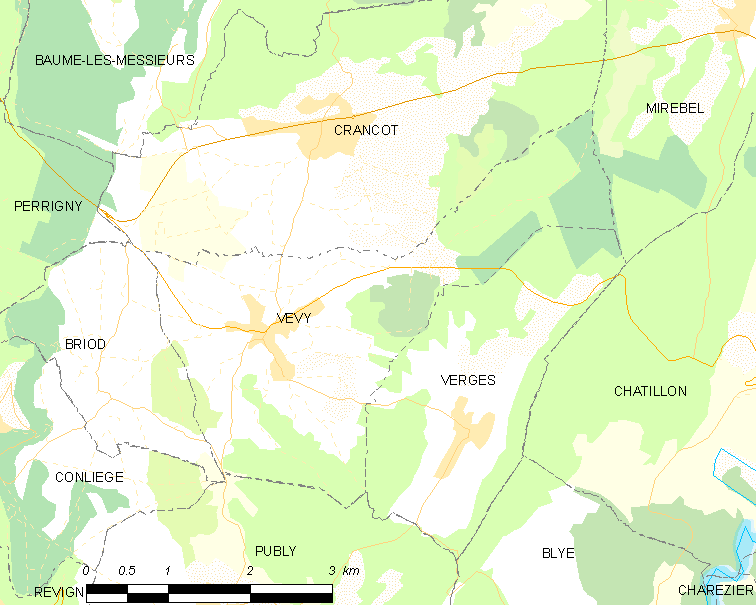
沃维的OSM定位图

沃维的时区为UTC+01:00、UTC+02:00（夏令时）。

## 行政
沃维的邮政编码为39570，INSEE市镇编码为39558。

## 政治
沃维所属的省级选区为波利尼县。

## 人口

1962-2008年间沃维人口变化图示

沃维于2022年1月1日时的人口数量为302人。